# Нечаево (Черкасская область)
Неча́ево (укр. Нечаєве) — село в Шполянском районе Черкасской области Украины.
Население по переписи 2001 года составляло 503 человека. Почтовый индекс — 20651. Телефонный код — 4741.
В селе родился Герой Советского Союза Антон Костенко.

## Местный совет
20651, Черкасская обл., Шполянский р-н, с. Нечаево, ул. Ленина